# Governo Kohl I
Il primo governo Kohl è stato il quattordicesimo governo della Repubblica Federale Tedesca, in carica dal 4 ottobre 1982 al 29 marzo 1983 durante la 9ª legislatura del Bundestag.
Il governo, con Helmut Kohl come cancelliere, era sostenuto da una coalizione "giallo-nera" composta dall'Unione Cristiano-Democratica (CDU), dall'Unione Cristiano-Sociale bavarese (CSU) e dal Partito Liberale Democratico (FDP).
I disaccordi sulla politica economica avevano portato i liberaldemocratici ad uscire dal terzo governo Schmidt e a trovare un accordo con la CDU/CSU per formare un nuovo governo.
Il 1º ottobre 1982, con lo strumento della sfiducia costruttiva, mai usato nella storia tedesca, venne sfiduciato il cancelliere Schmidt e venne eletto cancelliere Kohl.
Per ottenere la legittimazione popolare, Kohl chiese al presidente federale di indire elezioni anticipate nel 1983, dopo essersi fatto volutamente sconfiggere durante il voto su una mozione di fiducia presentata dal cancelliere al Bundestag, che era stata respinta con  solamente 8 voti a favore (assai meno dei 249 necessari per ottenere la maggioranza assoluta). Kohl aveva infatti chiesto ai partiti membri della coalizione di astenersi così da far sì che la fiducia non venisse concordata e potessero essere indette elezioni anticipate. La coalizione giallo-nera vinse le elezioni e formò il secondo governo Kohl.

## Situazione Parlamentare
| Camera    | Collocazione | Partiti                       | Seggi     |
| --------- | ------------ | ----------------------------- | --------- |
| Bundestag | Maggioranza  | CDU (185), CSU (52), FDP (54) | 291 / 519 |
| Bundestag | Opposizione  | SPD (228)                     | 228 / 519 |

## Composizione
| Ministero                           | Nome | Nome                        | Partito |
| ----------------------------------- | ---- | --------------------------- | ------- |
| Cancelliere federale                |      | Helmut Kohl                 | CDU     |
| Affari esteri, Vice-cancelliere     |      | Hans-Dietrich Genscher      | FDP     |
| Interni                             |      | Friedrich Zimmermann        | CSU     |
| Giustizia                           |      | Hans A. Engelhard           | FDP     |
| Finanze                             |      | Gerhard Stoltenberg         | CDU     |
| Economia                            |      | Otto Lambsdorff             | FDP     |
| Agricoltura e foreste               |      | Josef Ertl                  | FDP     |
| Rapporti con la Germania Est        |      | Rainer Barzel               | CDU     |
| Lavoro e solidarietà sociale        |      | Norbert Blüm                | CDU     |
| Difesa                              |      | Manfred Wörner              | CDU     |
| Famiglia, gioventù e Sanità         |      | Heiner Geißler              | CDU     |
| Trasporti                           |      | Werner Dollinger            | CSU     |
| Poste e telecomunicazioni           |      | Christian Schwarz-Schilling | CDU     |
| Trasporti, alloggi e urbanizzazione |      | Oscar Schneider             | CSU     |
| Ricerca e Tecnologia                |      | Heinz Riesenhuber           | CDU     |
| Formazione e scienze                |      | Dorothee Wilms              | CDU     |
| Cooperazione economica e sviluppo   |      | Jürgen Warnke               | CSU     |